# Plagulibasis ciliata
Plagulibasis ciliata är en trollsländeart som först beskrevs av Friedrich Ris 1913.  Plagulibasis ciliata ingår i släktet Plagulibasis och familjen dammflicksländor. Inga underarter finns listade i Catalogue of Life.